# Kuldepol
En kuldepol er et område på en af jordens halvkugler med de laveste gennemsnitlige temperaturer, enten årligt eller for den koldeste måned. Kuldepolerne er ikke sammenfaldende med de geografiske poler, men er afhængig af fordelingen af landjord, hav, bjerge og indlandsis.
På grund af store forskelle i højden, og at højden er afgørende for temperaturen, kan det være vanskeligt at fastsætte entydige kuldepoler

## Den nordlige halvkugle
På den nordlige halvkugle findes en kuldepol om vinteren i det østlige Sibirien på omkring 67° N, med en gennemsnitlig temperatur på ca. -50 °C når det er koldest. Her ligger blandt andet byen Verkhojansk, som har en daglig maksimumtemperatur i januar på -45 °C og en minimumstemperatur på -51 °C. I både Verkhojansk og Ojmjakon er der registreret temperaturer ned til -67,8 °C.
Ser man på den årlige gennemsnitstemperatur, ikke kun vinter temperatur, ligger den nordlige kuldepol i det vestlige Ishav med de tilstødende øer.

## Den sydlige halvkugle
På den sydlige halvkugle er kuldepolen om vinteren på Antarktis, beliggende på den russiske Antarktis station Vostok, på ca. 78° S, 3.800 moh., hvor der er fra -65 °C til -70 °C som gennemsnitlige minimumstemperatur.
For hele året er den sydlige kuldepol samme sted som kuldepolen om vinteren, med en gennemsnitlig temperatur på -55 °C til -60 °C.